# فلاور آف اسکاتلند
فلاور آف اسکاتلند (انگلیسی: Flower of Scotland) نام سرود اسکاتلندی است هر از گاهی به عنوان سرود ملی غیررسمی اسکاتلند پخش می‌شود.